# Mengusi (köpinghuvudort i Kina, Hubei Sheng, lat 32,01, long 110,45)
Mengusi (kinesiska: 门古寺, 门古寺镇) är en köpinghuvudort i Kina. Den ligger i provinsen Hubei, i den centrala delen av landet, omkring 400 kilometer nordväst om provinshuvudstaden Wuhan. Antalet invånare är 26 488. Befolkningen består av 12 024 kvinnor och 14 464 män. Barn under 15 år utgör 12,0 %, vuxna 15-64 år 76 %, och äldre över 65 år 10,0 %.
Runt Mengusi är det ganska tätbefolkat, med 86 invånare per kvadratkilometer. Närmaste större samhälle är Jundian, 16,7 km öster om Mengusi. I omgivningarna runt Mengusi växer i huvudsak blandskog.
Genomsnittlig årsnederbörd är 1 180 millimeter. Den regnigaste månaden är september, med i genomsnitt 207 mm nederbörd, och den torraste är december, med 12 mm nederbörd.